# عبد الله العوضي
عبد الله العوضي ، لاعب كرة قدم كويتي سابق في أواخر الستينات واوائل السبعينات.
له من الأبناء 4, أكبرهم فيصل، خالد، فهد، وأصغرهم بدر البطل الكويتي والعربي و
والآسيوي والمنافس عالميا في لعبة البلياردو حيث حاز على ميداليات كثيرة وكانت آخر
إنجازاته الذهبية في أولمبياد العرب التي أقيمت في الدوحة 2012 بالأضافة إلى امتلاكة خامة صوت فريدة شارك بها في برنامج نجم الخليج عام 2009 و أحرز مركزا متقدما
```
اللاعب عبد الله العوضي:
```

من المهاجمين البارزين والاساسيين في فريق نادي القادسية الرياضي ومنتخب الشباب والمنتخب العسكري.
تميز باستعمال كلتا قدميه وضربات الراس.
لعب بجوار اللاعبين المسعود والعصيمي والعصفور وفاروق العوضي وجاسم يعقوب وحمد بو حمد.
كانت أجمل وأروع أهدافه في مرمى النادي العربي والذي يخشاه الدفاع العرباوي
سجل كثير من الأهداف مع نادي القادسية ولكن أبرز أهدافه وأهمها:
```
1 - في يوم 12 يناير 1968 عندما فاز نادي القادسية على نادي العربي الكويتي 2-1 في نهائي كأس الأمير 1967/1968، وقد سجل أهداف القادسية في هذه المباراة آدم الحاج وعبد الله العوضي،
2 - فوز نادي القادسية على النادي العربي في نهائي امتلاك كأس صاحب السمو امير الكويت عام 1973 بنتيجة 2/1 حيث سجل الهدف الأول 
جاسم يعقوب
 وسجل هدف الفوز اللاعب عبد الله العوضي.
3 - فوز نادي القادسية على فريق نادي الزماك المصري بكامل نجومه 1/ صفر حيث سجل الهدف التاريخي عبد الله العوضي.
```

حقق مع نادي القادسية عدة بطولات:
كأس الأمير ( 4 مرات ): 1967/1968 - 1968-1969 - 1972/1973 - 1974/1975
الدوري الكويتي ( 5 مرات ):1968/1969 - 1970/1971 - 1972/1973 - 1974/1975 - 1975/1976
وللعلم فقد كانت هذه البطولتان المحليتان الوحيدتان في تلك المواسم
و قد لعب في نادي القادسية الكويتي في الفترة من نهاية الستينيات وحتى منتصف السبعينيات.